# Томпсон, Гарри (футболист)
Гарри Линдси Томпсон (англ. Garry Lindsey Thompson; 7 октября 1959, Кингс-Хит, Бирмингем, Англия) — английский футболист, играющий на позиции нападающего, тренер.

## Карьера
Будучи игроком, Гарри играл на позиции форварда и выступал за множество клубов, сыграв 487 матчей и забив 124 мяча в Премьер-лиге и других чемпионатах. Лучшие годы Томпсон провёл в своём первом клубе, «Ковентри Сити», за который он забил 49 голов в 158 матчах, а также период игры в «Вест Бромвич Альбион», когда он был признан игроком года сезона 1984/85. Недолгое время нападающий играл в «Куинз Парк Рейнджерс» (в сезоне 1992/93), а также сыграл на европейском уровне за «Кардифф Сити» в сентябре 1993 года. Томпсон завершил карьеру в конце сезона 1996/97, и закончил карьеру с 584 матчами и 153 голами.